# Onderzoekscentrum Jeugd en Media
Het Onderzoekscentrum Jeugd en Media of Center for Research on Children, Adolescents and the Media (CCAM) is een internationaal onderzoekscentrum van de Universiteit van Amsterdam. 
Het Onderzoekscentrum is onderdeel van de Amsterdam School of Communication Research. CCAM is in 2006 opgericht. Het huisvestte in 2011 22 internationale onderzoekers uit 9 verschillende disciplines en is daarmee uitgegroeid tot het grootste internationale onderzoekscentum in zijn soort. 

## Focus
CCAM onderzoekt de rol van media en technologie in het leven van kinderen en adolescenten. Media en technologie voor de jeugd hebben in de eenentwintigste eeuw een grote vlucht genomen. De effecten worden verondersteld groot te zijn. CCAM-onderzoekers streven naar een beter begrip er van. Wat doet reclame met kinderen? Welke kinderen zijn met name gevoelig voor reclame, geweld en seks in de media? Hoe kunnen ouders negatieve effecten verkleinen of tegengaan? Antwoorden op vragen als deze worden binnen CCAM gezocht.

### Open access en kennisdeling
CCAM hanteert een  open accessbeleid. Al het nieuwe onderzoek wordt vrij toegankelijk gemaakt via de CCAM-website. Ook alle onderzoeksinstrumenten die binnen CCAM zijn ontwikkeld en gepubliceerd, zijn kosteloos toegankelijk voor iedereen die ze wil gebruiken. Het onderzoek van CCAM wordt gepubliceerd in wetenschappelijke tijdschriften. Nieuwe resultaten worden ook gedeeld met een breder publiek, onder andere via het online kwartaalbulletin CCAM-kennis.